# 우르구다이
나라 우르구다이(만주어: ᠨᠠᡵᠠ
ᡠᡵᡤᡠᡩᠠᡳ Nara Urgūdai, 한국 한자: 那拉 武爾古岱 납란 무이고대, 16??년 ~ 16??년)는 16세기 해서여진(海西女眞) 하다(Hada, 哈達)부의 추장이며, 훌룬 구룬(Hūlun gurun)의 마지막 만한이다. 멍거불루의 아들이다.
1599년 건주여진의 누르하치가 하타부를 함락시켰고, 우르구다이는 아버지 멍거불루와 함께 항복했다. 얼마 뒤 멍거불루는 누르하치를 암살하려 하였으나 실패하였다.
1601년 정월, 누르하치의 딸 망고제와 우르구다이가 결혼했다. 얼마 뒤 명나라에서 누르하치의 해서여진 병합시도를 비난하는 사신을 보냈고, 누르하치는 우르구다이가 하타부를 이끌 수 있도록 군사를 돌려주었다. 여허부 패륵 나림불루가 몽골을 끌어들여 하타를 공격했다. 하타는 회복 불능의 피해를 입었고, 우르구다이는 천명 연간에 죽었다.
망고제와의 사이에 딸 두 명을 낳았고, 큰딸은 아이신기오로 호오거와, 작은딸은 아이신기오로 요토와 결혼했는데 호오거와 요토는 모두 누르하치의 손자이다.